# Ronde van Noorwegen 2023
De twaaldee editie van de wielerwedstrijd Ronde van Noorwegen vond in 2023 plaats van 26 mei tot en met 29 mei. De start was in Bergen, de finish in Stavanger. De ronde maakt deel uit van de UCI ProSeries 2023, in de categorie 2.Pro. Titelverdediger was Remco Evenepoel, die dit jaar werd opgevolgd door de Brit Ben Tulett.

## Deelnemende ploegen
| WorldTour                | ProContinentaal                    | Continentaal             | Nationaal |
| ------------------------ | ---------------------------------- | ------------------------ | --------- |
| Alpecin-Deceuninck       | Uno-X Mobility                     | Leopard TOGT Pro Cycling | Noorwegen |
| INEOS Grenadiers         | Caja Rural-Seguros RGA             | Saint Piran              |           |
| BORA-Hansgrohe           | Green Project-Bardiani CSF-Faizanè | Team Coop-Repsol         |           |
| EF Education-EasyPost    | Human Powered Health               |                          |           |
| Jumbo-Visma              | Q36.5 Pro Cycling Team             |                          |           |
| Team DSM                 | Team Flanders-Baloise              |                          |           |
| Trek-Segafredo           | Tudor Pro Cycling Team             |                          |           |
| Intermarché-Circus-Wanty |                                    |                          |           |

## Etappe-overzicht
| etappe  | datum  | start     | finish       | type      | afstand  | winnaar            | klassementsleider |
| ------- | ------ | --------- | ------------ | --------- | -------- | ------------------ | ----------------- |
| Proloog | 26 mei | Bergen    | Mount Fløyen | Proloog   | 7,4 km   | Ben Tulett         | Ben Tulett        |
| 1       | 27 mei | Røldal    | Hovden       | Heuvelrit | 85,2 km  | Mike Teunissen     | Ben Tulett        |
| 2       | 28 mei | Valle     | Stavanger    | Heuvelrit | 165,7 km | Thibau Nys         | Ben Tulett        |
| 3       | 29 mei | Stavanger | Stavanger    | Heuvelrit | 151,2 km | Alexander Kristoff | Ben Tulett        |

## Klassementenverloop
| Etappe       | Winnaar            | Algemeen klassement · | Puntenklassement · | Bergklassement · | Jongerenklassement · | Ploegenklassement ·   |
| ------------ | ------------------ | --------------------- | ------------------ | ---------------- | -------------------- | --------------------- |
| Proloog      | Ben Tulett         | Ben Tulett            | Ben Tulett         | Ben Tulett       | Ben Tulett           | INEOS Grenadiers      |
| 1            | Mike Teunissen     | Ben Tulett            | Magnus Sheffield   | Magnus Sheffield | Ben Tulett           | INEOS Grenadiers      |
| 2            | Thibau Nys         | Ben Tulett            | Thibau Nys         | Joel Nicolau     | Ben Tulett           | INEOS Grenadiers      |
| 3            | Alexander Kristoff | Ben Tulett            | Thibau Nys         | Joel Nicolau     | Ben Tulett           | EF Education-EasyPost |
| 0Eindstanden | 0Eindstanden       | Ben Tulett            | Thibau Nys         | Joel Nicolau     | Ben Tulett           | EF Education-EasyPost |

## Eindklassementen
| Plaats      | Naam                       | Ploeg                  | Tijd     |
| ----------- | -------------------------- | ---------------------- | -------- |
| Oranje trui | Ben Tulett                 | INEOS Grenadiers       | 9u50'45" |
| 2           | Magnus Sheffield           | INEOS Grenadiers       | + 5"     |
| 3           | Thibau Nys                 | Trek-Segafredo         | + 23"    |
| 4           | Attila Valter              | Jumbo-Visma            | + 24"    |
| 5           | Alexander Kamp             | Tudor Pro Cycling Team | + 30"    |
| 6           | Rune Herregodts            | Intermarché-Wanty      | + 31"    |
| 7           | Ådne Holter                | Uno-X Mobility         | + 31"    |
| 8           | Mathias Vacek              | Trek-Segafredo         | + 32"    |
| 9           | Tobias Halland Johannessen | Uno-X Mobility         | + 33"    |
| 10          | Marco Brenner              | Team DSM               | + 36"    |
|             |                            |                        |          |
| 16          | Mick van Dijke             | Jumbo-Visma            | + 56"    |

| Plaats | Ploeg                 | Tijd      |
| ------ | --------------------- | --------- |
|        | EF Education-EasyPost | 44u47'45" |
| 2      | Uno-X Mobility        | + 4"      |
| 3      | INEOS Grenadiers      | + 8"      |
|        |                       |           |
| 4      | Team DSM              | + 12"     |
| 8      | Intermarché-Wanty     | + 1'14"   |

| Plaats      | Naam                       | Ploeg            | Punten |
| ----------- | -------------------------- | ---------------- | ------ |
| Blauwe trui | Thibau Nys                 | Trek-Segafredo   | 44     |
| 2           | Tobias Lund Andresen       | Team DSM         | 37     |
| 3           | Tobias Halland Johannessen | Uno-X Mobility   | 32     |
| 4           | Jordi Meeus                | Bora-Hansgrohe   | 32     |
| 5           | Ben Tulett                 | INEOS Grenadiers | 30     |
|             |                            |                  |        |
| 10          | Mick van Dijke             | Jumbo-Visma      | 19     |

| Plaats   | Naam                | Ploeg             | Punten |
| -------- | ------------------- | ----------------- | ------ |
| Bergtrui | Joel Nicolau        | Caja Rural        | 19     |
| 2        | Mathias Bregnhøj    | Leopard Cycling   | 15     |
| 3        | Torbjørn Andre Røed | Noorwegen         | 13     |
| 4        | Mathias Vacek       | Trek-Segafredo    | 9      |
| 5        | Magnus Sheffield    | INEOS Grenadiers  | 9      |
|          |                     |                   |        |
| 9        | Dries De Pooter     | Intermarché-Wanty | 7      |
| 13       | Mike Teunissen      | Intermarché-Wanty | 3      |

| Plaats | Naam             | Ploeg            | Tijd     |
| ------ | ---------------- | ---------------- | -------- |
| 1      | Ben Tulett       | INEOS Grenadiers | 9u50'45" |
| 2      | Magnus Sheffield | INEOS Grenadiers | + 5"     |
| 3      | Thibau Nys       | Trek-Segafredo   | + 23"    |

Mannen:
2011 · 2012 · 2013 · 2014 · 2015 · 2016 · 2017 · 2018 · 2019 · 2020 ·2021 · 2022 · 2023 · 2024 · 2025
Vrouwen:
2025
Ronde van San Juan ·
Ronde van Valencia ·
Clásica de Almería ·
Ronde van Oman ·
Ronde van de Algarve ·
Ruta del Sol ·
Faun Ardèche Classic ·
La Drôme Classic ·
Kuurne-Brussel-Kuurne ·
Trofeo Laigueglia ·
Milaan-Turijn ·
Nokere Koerse ·
GP Denain ·
Bredene Koksijde Classic ·
GP Industria & Artigianato-Larciano ·
Grote Prijs Miguel Indurain ·
Scheldeprijs ·
Brabantse Pijl ·
Ronde van de Alpen ·
Grote Prijs van Plumelec ·
Tro Bro Léon ·
Ronde van Hongarije ·
Vierdaagse van Duinkerke ·
Boucles de la Mayenne ·
Ronde van Noorwegen ·
Brussels Cycling Classic ·
Dwars door het Hageland ·
Ster ZLM Tour ·
Ronde van België ·
Ronde van Slovenië ·
Ronde van het Qinghaimeer ·
Ronde van Wallonië ·
Ronde van Burgos ·
Ronde van Denemarken ·
Arctic Race of Norway ·
Ronde van Duitsland ·
Maryland Cycling Classic ·
Ronde van Groot-Brittannië ·
Grote Prijs van Fourmies ·
Grote Prijs van Wallonië ·
Coppa Sabatini ·
Super 8 Classic ·
Ronde van het Taihu-meer ·
Ronde van Luxemburg ·
Circuit Franco-Belge ·
Ronde van Langkawi ·
Ronde van Emilia ·
Coppa Bernocchi ·
Ronde van de Drie Valleien ·
Ronde van het Münsterland ·
Ronde van Piemonte ·
Ronde van Hainan ·
Parijs-Tours ·
Ronde van Veneto ·
Japan Cup ·
Veneto Classic